# Stazione di Tanggula
La stazione di Tanggula (唐古拉站T, 唐古拉站S, táng gǔ lā zhànP), è una stazione ferroviaria situata sul passo Tanggula (in tibetano: Dangla) nella contea dell'Amdo, nella Regione Autonoma del Tibet, in Cina. Si trova a 5068 m s.l.m., risultando la stazione più alta del mondo. Ha tre binari, dei quali due serviti da piattaforme per i passeggeri.

## Strutture e impianti

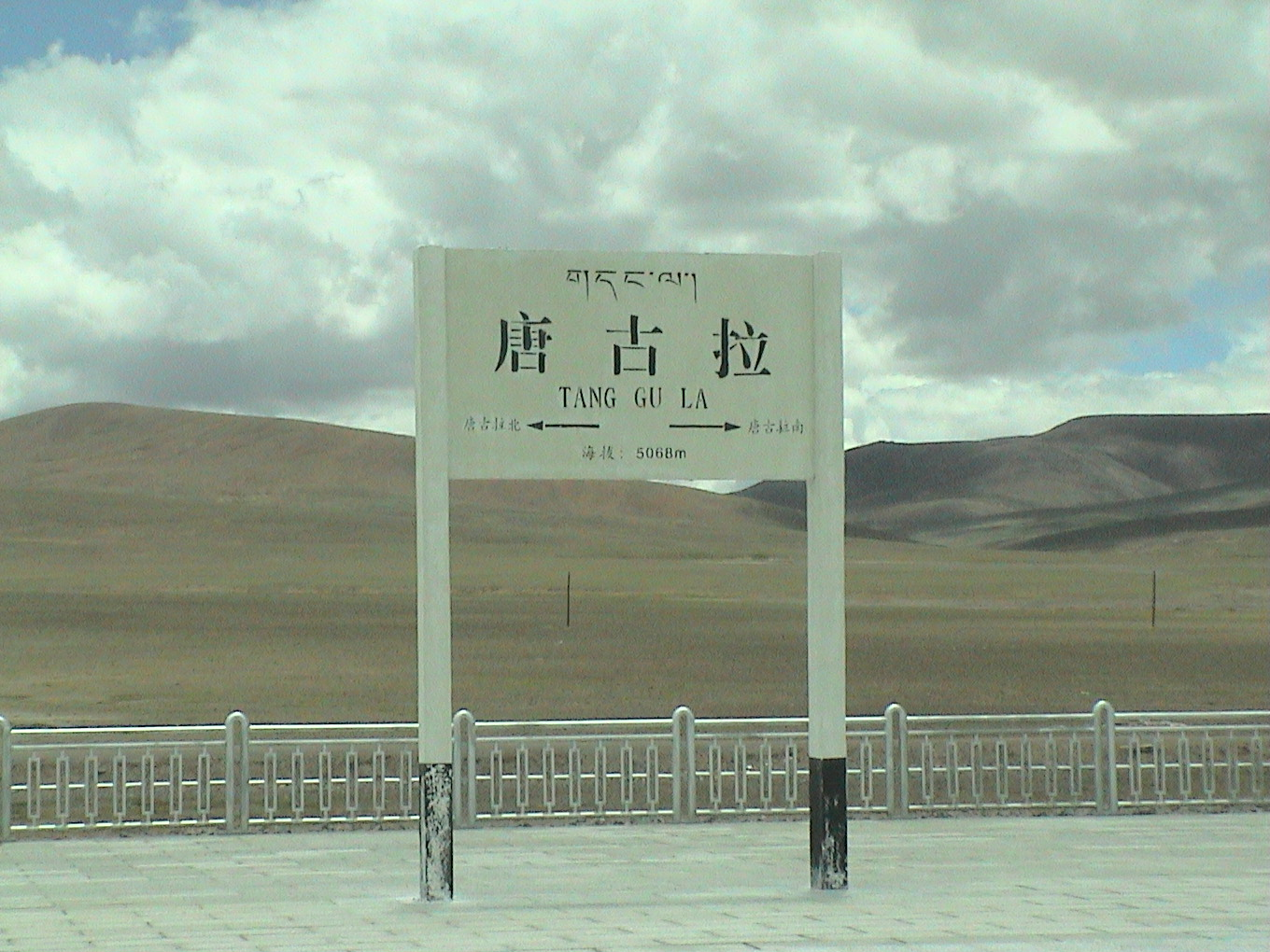
La piattaforma della stazione di Tanggula

Questa stazione, situata lungo la ferrovia del Qingzang, è stata resa attiva dal 1º luglio 2006. La stazione si trova a 5068 m s.l.m., superando Ticlio, (Perù), la stazione Condor sulla linea Rio Mulatos-Potosí, in Bolivia e la stazione La Galera in Perù. Ciò la rende la stazione più alta del mondo. Essa è anche non più lontana di 1 km dal punto più alto della ferrovia, situato a 5 072 m s.l.m.
La piattaforma è lunga 1,25 km, per un'estensione completa di 77002 m². In essa vi sono tre binari. La scelta del posizionamento di tale stazione è derivata soprattutto dalla vista panoramica che offre.

## Movimento
Nel 2007 non era disponibile alcun servizio di trasporto civile. I treni per passeggeri fermavano alla stazione, ma senza aprire le porte dei vagoni.

Dal 2008 la Tanggula Railtours, una impresa aggregata alla RailPartners ed alla Qinghai Rail Corp., ha lanciato un piano turistico che prevede un viaggio su speciali treni di lusso lungo la rete ferroviaria, ripetendo la tratta Pechino-Lhasa.